# St. Mauritius (Wolkenburg)

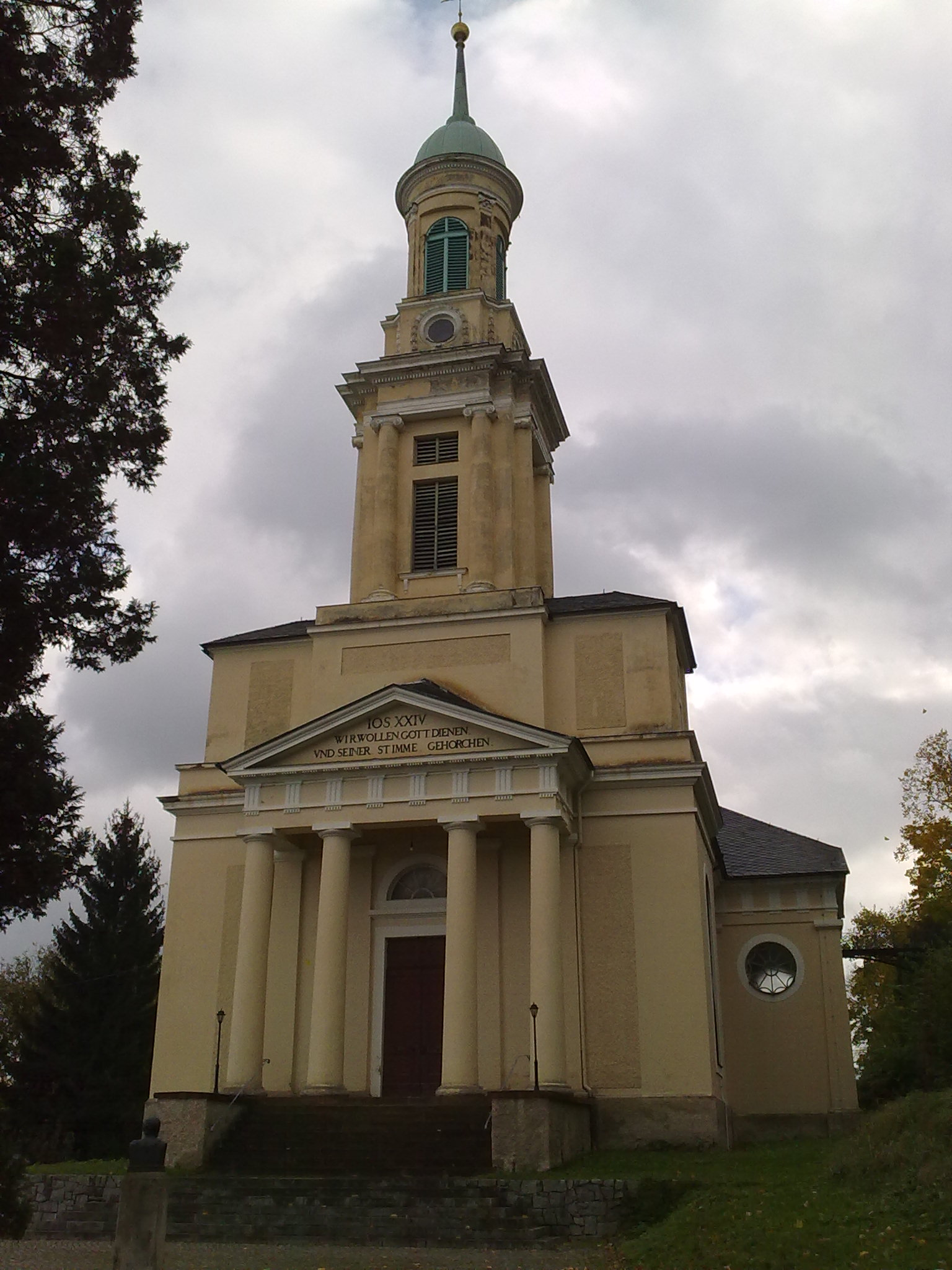
St. Mauritius (Wolkenburg)

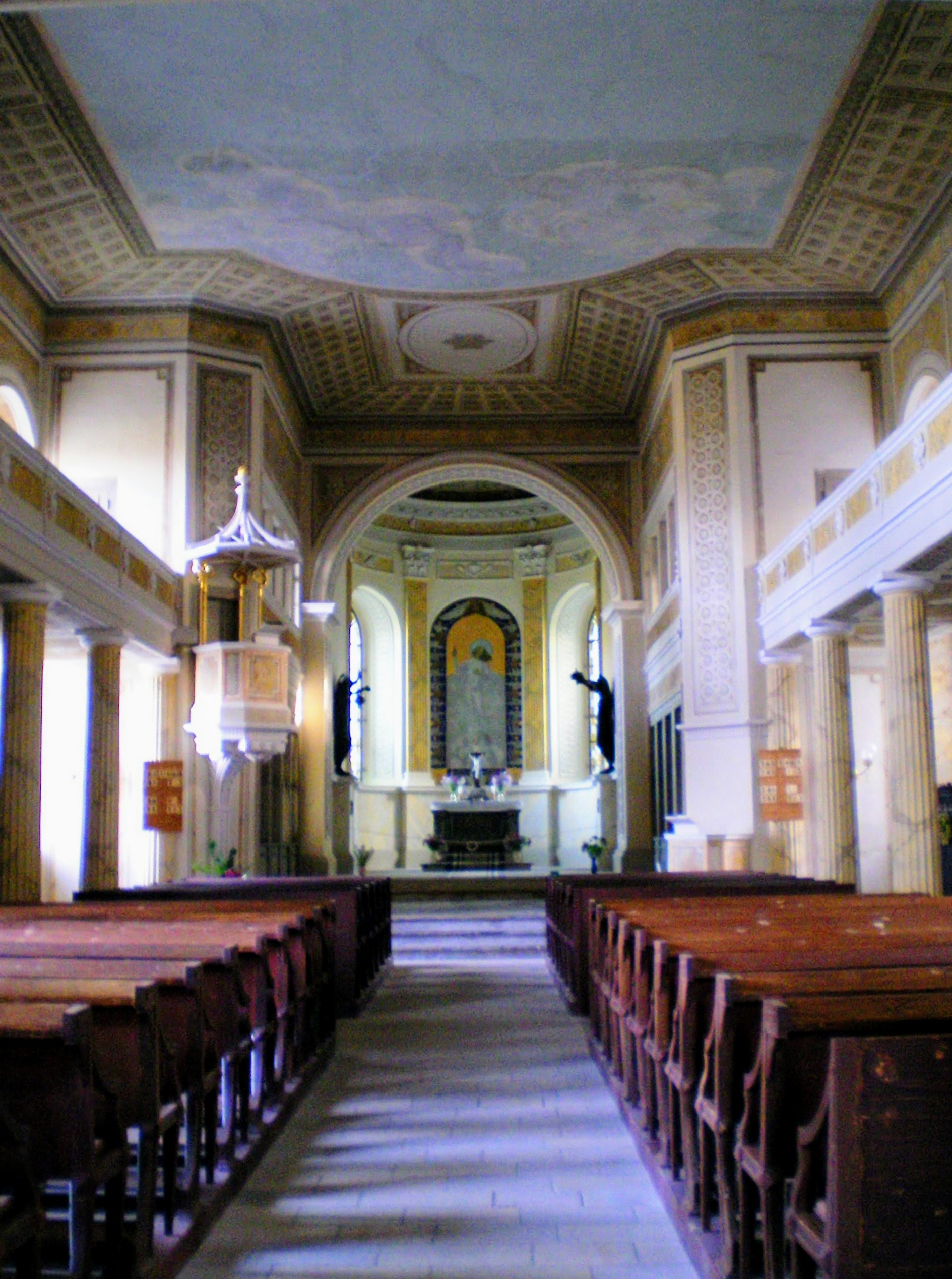
Altarraum

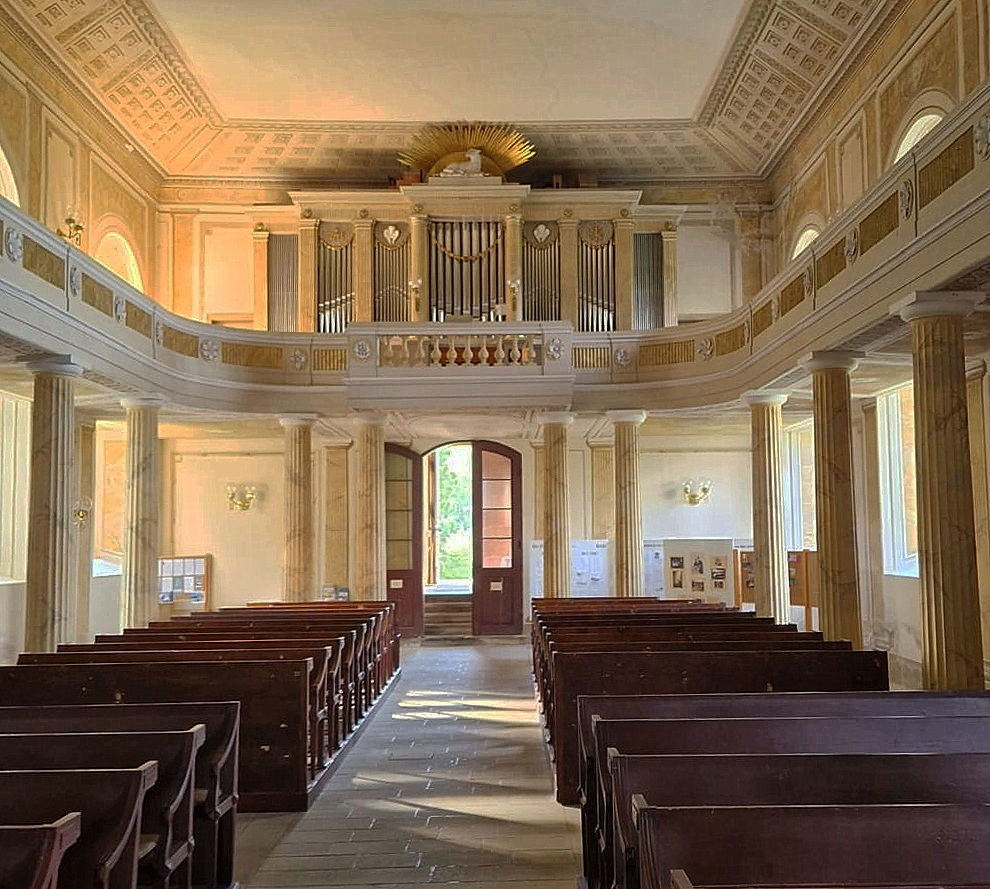
Blick zur Orgel

Die evangelische Kirche St. Mauritius (auch: Neue Pfarrkirche) ist eine klassizistische Saalkirche im Ortsteil Wolkenburg/Mulde von Limbach-Oberfrohna im Landkreis Zwickau in Sachsen. Sie gehört zur Kirchengemeinde Penig-Wolkenburg-Kaufungen in der Evangelisch-Lutherischen Landeskirche Sachsens.

## Geschichte und Architektur
Die Kirche wurde als eines der ersten klassizistischen Kirchenbauwerke Sachsens erbaut, die sich in ihrer Architektur grundlegend von den ländlichen Predigtkirchen unterscheiden. Das Bauwerk wurde im Auftrag von Detlev Carl Graf von Einsiedel in den Jahren 1794–1804 nach Plänen des Hofbaumeisters Johann August Giesel (einem Schüler von Friedrich August Krubsacius) in den vornehmen Formen des Klassizismus auf kreuzförmigem Grundriss erbaut. Erste Reparaturen wurden bereits in den Jahren 1823/1824 und 1846 erforderlich; eine Restaurierung des Innenraums erfolgte in den Jahren 1902/1903; in den Jahren nach 1980 wurden umfangreiche Arbeiten durchgeführt.
Das auf einem Felsen errichtete Bauwerk ist durch eine Brücke mit dem Park vom nahegelegenen Schloss Wolkenburg verbunden. Das Gebäude ist ein Putzbau mit halbrund geschlossenem Chor und seitlichen Annexen. Die Westseite ist in der Art eines Querturms mit einem vorgelagerten Portikus gestaltet und wird durch einen hochaufragenden, vielfach gegliederten Turmaufsatz bekrönt. An der Nord- und der Südseite sind Portikusvorbauten in toskanischer Ordnung angeordnet, die mit Skulpturen in Eisenguss versehen sind. Die Eisenkunstguss-Skulpturen Erhöhung der ehernen Schlange (1807/10), Auferstehung Christi (1804/07) stammen von dem für die Kunst- und Glockengießerei Lauchhammer tätigen Bildhauer Johann Friedrich Gottlieb Unger und dem damaligen Inspektor der Mengsschen Gipsabgüsse in Dresden, Johann Gottlob Matthäi. An der Gestaltung des Nordportals wirkte auch Christian Daniel Rauch mit.
Das Innere ist ein klar gegliederter, flachgedeckter Saal mit illusionistischer Architekturmalerei. Die umlaufenden Emporen ruhen auf dorischen Säulen, die Brüstungen sind mit Blatt- und Blütenmotiven aus Stuck reich verziert. In den Chorannexen sind die Sakristei auf der Nordseite und die Herrschaftsloge der Grafen von Einsiedel auf der Südseite untergebracht.

## Ausstattung
Die Taufkapelle ist mit einer ovalen Kuppel und einer runden Öffnung im Scheitel abgeschlossen. In ihr befindet sich heute das ehemalige Altargemälde mit einer Darstellung der Kindersegnung von Adam Friedrich Oeser, die durch Hans Veit Schnorr von Carolsfeld vollendet wurde. Der Taufständer in der Mitte des Raumes ist eine reizvolle, mit Lilien und Schilfrohr verzierte Arbeit aus Gusseisen von 1812, die in der Art eines antiken Dreifußes gefertigt wurde.
Der Altartisch ist aus Stuckmarmor gestaltet und wird von zwei lebensgroßen Cherubim mit Rauchfass und Opferschale flankiert, die Figuren von 1805 und 1810 wurden ebenfalls in Lauchhammer gegossen. In einer Nische hinter dem Altar befindet sich seit 1904 ein Altarbild von Sascha Schneider mit einer Darstellung der Himmelfahrt Christi.
An der linken Chorwand ist die klassizistische, von einem Akanthusblatt getragene Kanzel angebracht. Vor dem westlichen Treppenaufgang steht die Büste des Detlev Carl von Einsiedel in Eisenkunstguss von 1789/1801.
Die Orgel ist ein Werk der Gebrüder Jehmlich aus dem Jahr 1904 mit 22 Registern auf zwei Manualen und Pedal, wobei das Gehäuse der Vorgängerorgel von Johann Caspar Holland und seinem Sohn Johann Michael Holland aus den Jahren 1801 bis 1802 wieder verwendet wurde.